# Lenguas tsez
Las lenguas tsez o tsézicas constituyen un subgrupo filogenético dentro de las lenguas caucásicas nororientales, que constituye una de las siete ramas principales de esta familia.

## Clasificación

### Clasificación interna
Internamente las lenguas tsézicas se dividen en dos ramas tsez–hinukh y bezhta–hunzib–khwarshi, de acuerdo a la clasificación de Schulze., sin embargo otras clasificaciones previas como las que usa Ethnologue, dividían al grupo en tsézico oriental (hinukh y bezhta) y tsézico occidental (tsez, khwarshi y hunzib):
- Tsez–Hinukh
  - Tsez (15400)
  - Hinduq (550)
- Bezhta–Hunzib–Khwarshi
  - Bezhta (6200)
  - Hunzib (1840)
  - Khwarshi (1870)

El número de hablantes, indicado al final entre paréntesis, se basa en las cifras dada spor Ethnologue.

## Comparación léxica
Los numerales en diferentes lenguas tsézicas son:
| GLOSA | Oriental | Oriental | Occidental | Occidental | Occidental | PROTO- TSEZ |
| GLOSA | Hunzib   | Bezhta   | Dido       | Hinukh     | Khvarshi   | PROTO- TSEZ |
| ----- | -------- | -------- | ---------- | ---------- | ---------- | ----------- |
| '1'   | hə̃s      | hõs      | sis        | hes        | hos        | *se-(n)s    |
| '2'   | qʼa-nu   | qʼo-nɑ   | qʼˤɑno     | qʼo-no     | qʼuˤne     | *qʼˤɑ-nɑ    |
| '3'   | ɬa̞-na̞    | ɬɑ-nɑ    | ɬo-no      | ɬo-no      | ħono       | *ɬɑ-nɑ      |
| '4'   | oqʼe-n   | oːqʼo-nɑ | uj-no      | uqʼi-no    | ũqʼe       | *ũqʼi       |
| '5'   | ɬi-no    | ɬi-nɑ    | ɬe-no      | ɬe-no      | ɬino       | *ɬi-nɑ      |
| '6'   | iɬ-no    | iɬ-nɑ    | iɬ-no      | iɬ-no      | ẽɬ         | *ĩɬ-nɑ      |
| '7'   | ɑt͡ɬ-no   | ɑt͡ɬ-nɑ   | ʕot͡ɬ-no    | ot͡ɬ-no     | ot͡ɬ        | *(ʕ)ɑt͡ɬ-nɑ  |
| '8'   | bet͡ɬ-no  | bet͡ɬ-nɑ  | bit͡ɬ-no    | bet͡ɬ-no    | bɑt͡ɬ       | *bet͡ɬ-nɑ    |
| '9'   | ut͡ʃʼi-n  | ɑt͡ʃʼe-nɑ | ot͡ʃʼi-no   | ʕɑt͡ʃʼi-no  | õt͡ʃʼe      | *ɑt͡ʃʼe-nɑ   |
| '10'  | ɑt͡sʼə-n  | ɑt͡sʼo-nɑ | ot͡sʼi-no   | ot͡sʼe-no   | õt͡sʼo      | *ot͡sʼe-nɑ   |